# Litorhina rostrata
Litorhina rostrata är en tvåvingeart som först beskrevs av Friedrich Hermann Loew 1860.  Litorhina rostrata ingår i släktet Litorhina och familjen svävflugor. Inga underarter finns listade i Catalogue of Life.